# Bugchasing

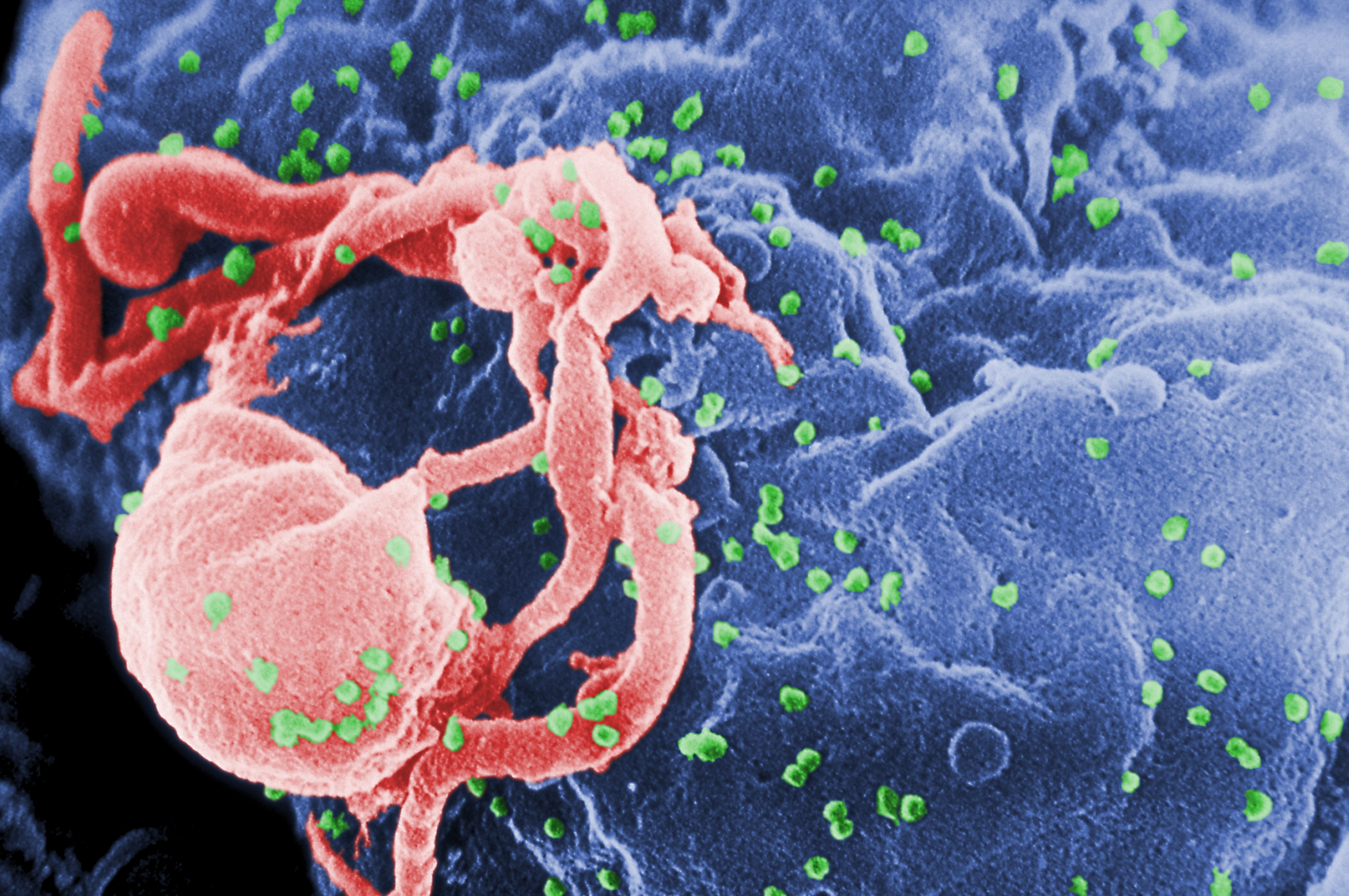
Imagem de microscópio eletrônico de varredura do vírus da imunodeficiência humana (verde) dentro e ao redor de um linfócito em cultura.

Bugchasing (também conhecido como bug chasing) é a prática rara de buscar intencionalmente a infecção pelo vírus da imunodeficiência humana (HIV) por meio da atividade sexual.
Bugchasers - aqueles que erotizam o HIV - são uma subcultura de barebackers, homens que fazem sexo sem proteção com outros homens. É estatisticamente raro que os homens se identifiquem como bugchasers, e muitos dos que se identificam nunca participam de atos sexuais que possam levar à infecção pelo HIV. Existem algumas explicações para o comportamento e as fantasias de bugchasing, que vão desde a excitação sexual com a ideia de ser soropositivo até a descoberta de um senso compartilhado de comunidade com outras pessoas soropositivas, passando pelo suicídio.
Em 2003, o conceito entrou na consciência pública depois que a Rolling Stone publicou “Bug Chasers: The men who long to be HIV+ [en]”, um artigo - desde então amplamente contestado por seus métodos estatísticos - que descrevia a prática. Ela pode ter existido desde o início da crise da AIDS. Desde então, ela tem sido mencionada ou tem sido o foco de peças da mídia e da cultura popular. Em 2021, o comportamento de bugchasing ainda persiste como um comportamento de nicho, apesar da ampla disponibilidade de tratamentos eficazes (profilaxia pré-exposição e antirretroviral) que protegem contra a transmissão do HIV.

## Origem
As origens exatas do bugchasing - a busca pela infecção pelo HIV - são amplamente desconhecidas, com seu início localizado no começo da crise da AIDS ou mais perto da década de 1990. Mas ele já existia pelo menos em 1997, quando a Newsweek publicou um artigo sobre o assunto, seguido pela Rolling Stone em 2003. O artigo da Rolling Stone, “Bug Chasers: The men who long to be HIV+ [en]”, escrito por Gregory Freeman, foi o primeiro a trazer preocupação e atenção generalizadas para a prática. Esse artigo afirmava que cerca de 25% de todas as novas infecções por HIV nos Estados Unidos (10.000 de 45.000) estavam ligadas à atividade de bugchasing. As estatísticas de Freeman contavam erroneamente todos os homens que praticavam barebacking, independentemente da motivação ou das tentativas de buscar a infecção por HIV, como bugchasers. Autoridades citadas por Freeman alegaram desde então que ele fabricou suas declarações, e seus dados foram amplamente criticados. Na avaliação do estudioso de estudos de sexualidade Octavio R. Gonzalez, o artigo de Freeman talvez tenha sido o maior responsável por levar o termo bugchasing a um público mais amplo, e o interesse público e a compreensão da prática aumentaram após o artigo de Freeman.

## Motivação e atividade
Bugchasers são homens que fazem sexo com homens (HSH) que erotizam a infecção pelo HIV, particularmente por meio de fantasias sexuais on-line de estarem infectados pelo HIV, ou que de fato buscam a infecção pelo vírus. Como pouco se sabe sobre a prática em geral, as motivações para o desenvolvimento da identidade e do comportamento de bugchasing permanecem em grande parte indefinidas. No entanto, pelo menos quatro motivações foram sugeridas.

Depois que o choque inicial se dissipou, ele se sentiu aliviado, como se tivesse recebido um passe livre para fazer sexo consensual sem camisinha sem se preocupar em ser infectado.

— O jornalista Bobby Box sobre a reação de um bugchaser ao diagnóstico de HIV positivo (2020)
Em primeiro lugar, alguns homens podem se tornar bugchasers como resultado do medo da infecção pelo HIV, que anteriormente alterava seu comportamento sexual, como a abstenção total de sexo, o compromisso com um único parceiro ou o uso de medidas preventivas, como preservativos. Dessa forma, os bugchasers podem ver suas ações como um empoderamento, tanto sexual quanto pessoal; a transformação dos bugchasers de HIV-negativo para HIV-positivo é entendida pelo grupo como masculinização, o que lhes confere um status adicional. Em segundo lugar, alguns homens veem o status de HIV-positivo como erótico ou sexualmente estimulante. Pode ser um tema de prazer ou o último tabu a ser superado. Em terceiro lugar, os bugchasers podem entender o status de soropositividade (ou sua busca) como uma identidade compartilhada e um senso de comunidade. E, em quarto lugar, o bugchasing tem sido descrito como um dispositivo político e uma ação contra as normas sociais (como aquelas ligadas à heteronormatividade) por meio da transgressão de - ou rebelião contra - sentimentos populares sobre a vida gay. Há uma quinta motivação possível - suicídio - mas essa continua sendo uma explicação pouco clara ou imprecisa para o comportamento de bugchasing.
O bugchasing é um tabu sexual raro. Muitos bugchasers que se identificam como tal não procuram deliberadamente fazer sexo com pessoas soropositivas. Muitos homens que se identificam como bugchasers nunca tentaram se tornar soropositivos.
A ampla disponibilidade da profilaxia pré-exposição (PrEP), capaz de prevenir a infecção pelo HIV em encontros sexuais desprotegidos, não resultou no desaparecimento do bugchasing. Alguns homens incorporam o uso da PrEP ao comportamento de bugchasing, outros experimentam o bugchasing enquanto tomam a PrEP, e outros a veem como emasculadora e se recusam a usá-la.

## Dinâmica de grupo
Embora o barebacking e o bugchasing sejam ambos centrados em atividades sexuais de risco, são atividades distintas. O bugchasing é uma subcultura do barebacking, e a intenção é uma característica distintiva entre os bugchasers e os barebackers: a maioria dos barebackers não tem a intenção de ser infectada (ou infectar outras pessoas) pelo HIV, que é o foco aparente do comportamento do bugchasing.
Na opinião do etnólogo Jamie García-Iglesias e do pesquisador Tim Dean, os bugchasers usam várias metáforas que distinguem sua identidade de outras comunidades de homens que fazem sexo com homens (HSH): inseminação, gravidez e paternidade. De acordo com Dean e o pesquisador psicológico Hugh Klein, como o HIV é capaz de se espalhar e se reproduzir por meio da atividade sexual pertencente ao bugchasing, suas dimensões culturais - instituições, normas, práticas e formas de parentesco que, em conjunto, formam uma comunidade situada em torno do status do HIV - podem ser transmitidas por meio de infecção viral, semelhante à propagação cultural por meio de nascimento e paternidade.
Da mesma forma, os espaços de bugchasing podem reforçar certas noções de masculinidade. A pesquisadora sexual Ellie Reynolds escreve que os homens soropositivos que propositadamente procuram outras pessoas para infectá-las com o HIV - conhecidos como giftgivers - são construídos como hipermasculinos [en] por meio de um papel sexual de penetração, enquanto os bugchasers são entendidos como desprovidos de masculinidade: penetrados (em vez de penetrar), tendo seus retos descritos com palavras relacionadas a mulheres como “pussy” e “mancunt”, eles ocupam um papel feminino na ordem social. É incerto se os giftgivers continuam a existir, dado o que García-Iglesias chama de sua população “estatisticamente rara” e “implausibilidade biológica (com base em um tratamento bem-sucedido generalizado)”.

## Mídia e cultura
A cineasta americana Louise Hogarth lançou um documentário, The Gift [en], no mesmo ano em que o artigo da Rolling Stone foi publicado. Ele se concentrou em narrativas de bugchasers, enfatizando os aspectos positivos autorrelatados da infecção pelo HIV. Três anos depois, Ricky Dyer, um homem soropositivo, lançou um documentário pela BBC Three intitulado “I love being HIV+”, sugerindo que a maior parte da atividade de bugchasing é simplesmente fantasia. Em 2009, o dramaturgo gay Erik Patterson [en] dirigiu a tragicomédia He Asked For It, que trata do bugchasing e do status de soropositivo na Hollywood contemporânea. O bugchasing também fez parte do programa Queer as Folk.
Em 2012, o canadense Steven Boone foi julgado e condenado por três acusações de tentativa de homicídio e agressão sexual agravada após fazer sexo desprotegido com quatro homens depois de ter contraído HIV. Autodenominado “vampiro poz” - a palavra poz se refere ao fato de ter contraído o HIV - ele estava imerso na cultura do bugchasing. Suas condenações por tentativa de homicídio foram anuladas após recurso ao Tribunal de Apelação de Ontário [en], enquanto as condenações por agressão sexual agravada permanecem. O tribunal disse que não foi provado no caso original que ele pretendia matar seus parceiros sexuais; ofereceu ao governo a possibilidade de um novo julgamento.